# عبد الرحمن الوكيل
عبد الرحمن الوكيل (1332ـ 1390 هـ / 1913ـ 1971 م) عالم وداعية مسلم مصري. رئيس جماعة أنصار السنَّة المحمدية بمصر.

## ولادته وتحصيله
ولد عبد الرحمن بن عبد الوهاب الوكيل في قرية زاوية البقلي في المنوفية، وحفظ القرآن الكريم في كُتَّاب القرية ثم التحق بالمعهد الديني في طنطا وقد مكث يدرس تسع سنوات، حصل على الثانوية الأزهرية والتحق بكلية أصول الدين وحصل على الإجازة العالية بتفوق، ولم يكمل الدراسات العليا إذ غلبه المرض على ذلك، برغم ما يتمتع به من سعة الاطلاع وقوة اللغة ووضوح المعنى وجمال البلاغة.

## تاريخه الدعوي
في عام 1936م التحق بجماعة أنصار السنة المحمدية بتزكية خاصة من السيدة نعمة صدقي صاحبة كتاب التبرج، حيث شارك بعدها في أعمال الجماعة المختلفة، إلى أن أصبح وكيلا أولا للجماعة، وزادت مكانته الخاصة عند الشيخ محمد حامد الفقي، وقد عرفه قراء مجلة الهدي النبوي بقدرته الفائقة على الإقناع، وإفحام خصومه من أصحاب الطرق وأهل الأهواء والفرق؛ من قاديانية وبهائية وغيرهم، من خلال سلسلة الأبحاث التي كان يحررها تحت عنوان «طواغيت» ولذلك لقبه قراء المجلة بـ«هادم الطواغيت»، مما عرضه ذلك للتحقيق أمام النيابة العامة بسبب شكاوى مشايخ الطرق الصوفية ضده، التي رد عليها في كتابه «رسالة إلى شيخ مشايخ الطرق الصوفية» التي صدرت فيما بعد بعنوان «هذه هي الصوفية» وترجمت إلى اللغة الإندونسية.
كما توالت الردود أيضًا من أنصار السنة في السودان و برئاسة الشيخ محمد نسيب الرفاعي. انتدب للعمل بالمعهد العلمي بالرياض بصحبة الشيخ محمد بن عبد الوهاب البنا ـ أحد المؤسسين الأوائل للجماعة عام 1371 هـ 1952م. بعد انتخاب الشيخ عبد الرزاق عفيفي رئيسًا عامًّا للجماعة عين الشيخ الوكيل نائبًا له في 22 صفر 1379 هـ 27 أغسطس 1959م، وبعد سفر الشيخ عبد الرزاق عفيفي إلى السعودية انتخب رئيسًا عامًا للجماعة في 15 محرم 1380 هـ الموافق 9 يوليو 1960م وانتخب الدكتور محمد خليل هراس نائبًا له. في عام 1969م أدمجت الحكومة المصرية جماعة أنصار السنة المحمدية في الجمعية الشرعية لتجمد نشاطها، وبذلك توقفت مجلة الهدي النبوي التي كان يشغل الشيخ الوكيل رئاسة تحريرها. وفي تلك الأثناء انتدب الشيخ الوكيل للتدريس في كلية الشريعة بمكة المكرمة، وظل يشغل وظيفة أستاذ للعقيدة بقسم الدراسات العليا إلى أن توفي.

## آثاره

### مؤلفاته
1. صوفيات
2. دعوة الحق
3. هذه هي الصوفية
4. البهائية
5. الصفات الإلهية
6. زندقة الجيلي
7. القاديانية (فُقِد قبل الطبع)[2]

### تحقيقاته
1. أعلام الموقعين عن ربِّ العالمين، لابن قيم الجوزية.
2. مصرع التصوف، للإمام البقاعي.
3. الروض الأُنُف، للسُّهَيلي الأندلسي.

وكان شاعرًا مجيدًا قليل الإنتاج في الشعر.

## وفاته
توفي عبد الرحمن الوكيل بمكة المكرمة، في 22 من جمادى الأولى 1390 هـ الموافق 2 يوليو 1971 م، ودُفن في الحجون مخلفًا تراثًا علميًّا ما بين التأليف والتحقيق يدل على مكانته العلمية العالية.